# Aeroportul Florø
Aeroportul Florø (în norvegiană Florø lufthamn, IATA: FRO, ICAO: ENFL) este un aeroport din provincia norvegiană Vestland în regiunea Vestlandet. Este situat pe Coasta atlantică, la aproximativ doi kilometri sud de orașul Florø. Aeroportul este operat de compania de stat norvegiană Avinor.
Aeroportul Florø este deservit în prezent doar de companiile aeriene regionale DAT și Widerøe. Există zboruri regulate directe către Bergen și Oslo.
Există și zboruri ocazionale către Sandane și Sogndal. De asemenea există trafic regulat de elicoptere către platformele petroliere din Marea Nordului.

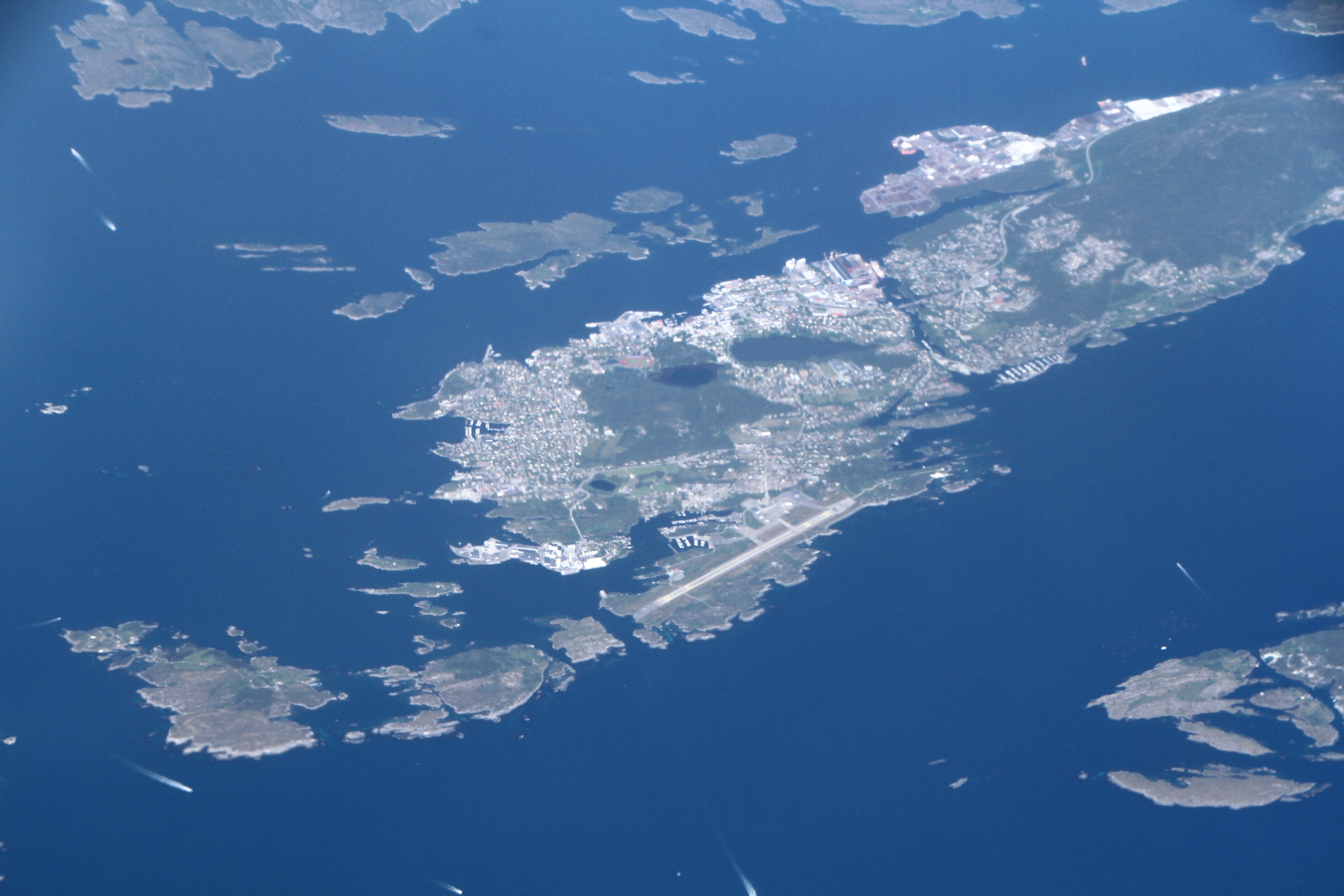
Vedere aeriană dinspre sud/sud-vest, a părților de coastă ale municipiului Flora, Sogn & Fjordane fylke